# Dimitris Tsatsos-Preis

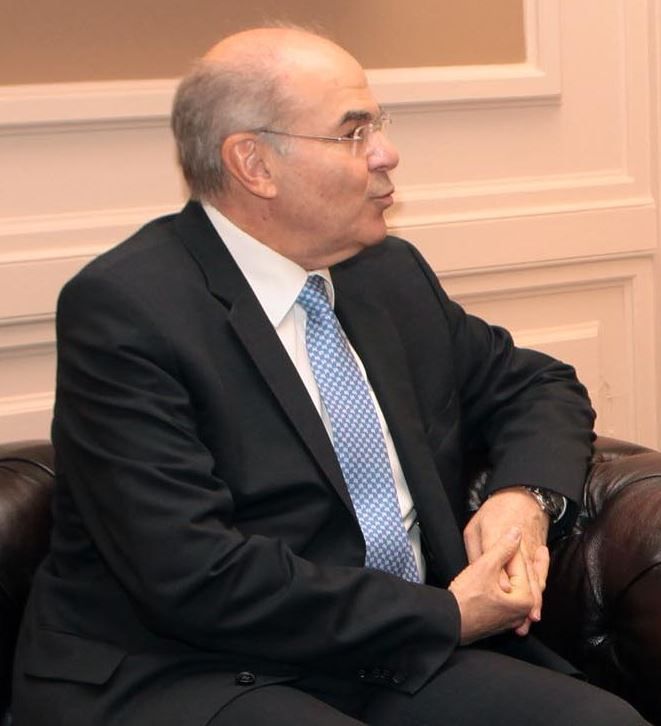
Preisträger des Jahres 2012: Vassilios Skouris (2015)
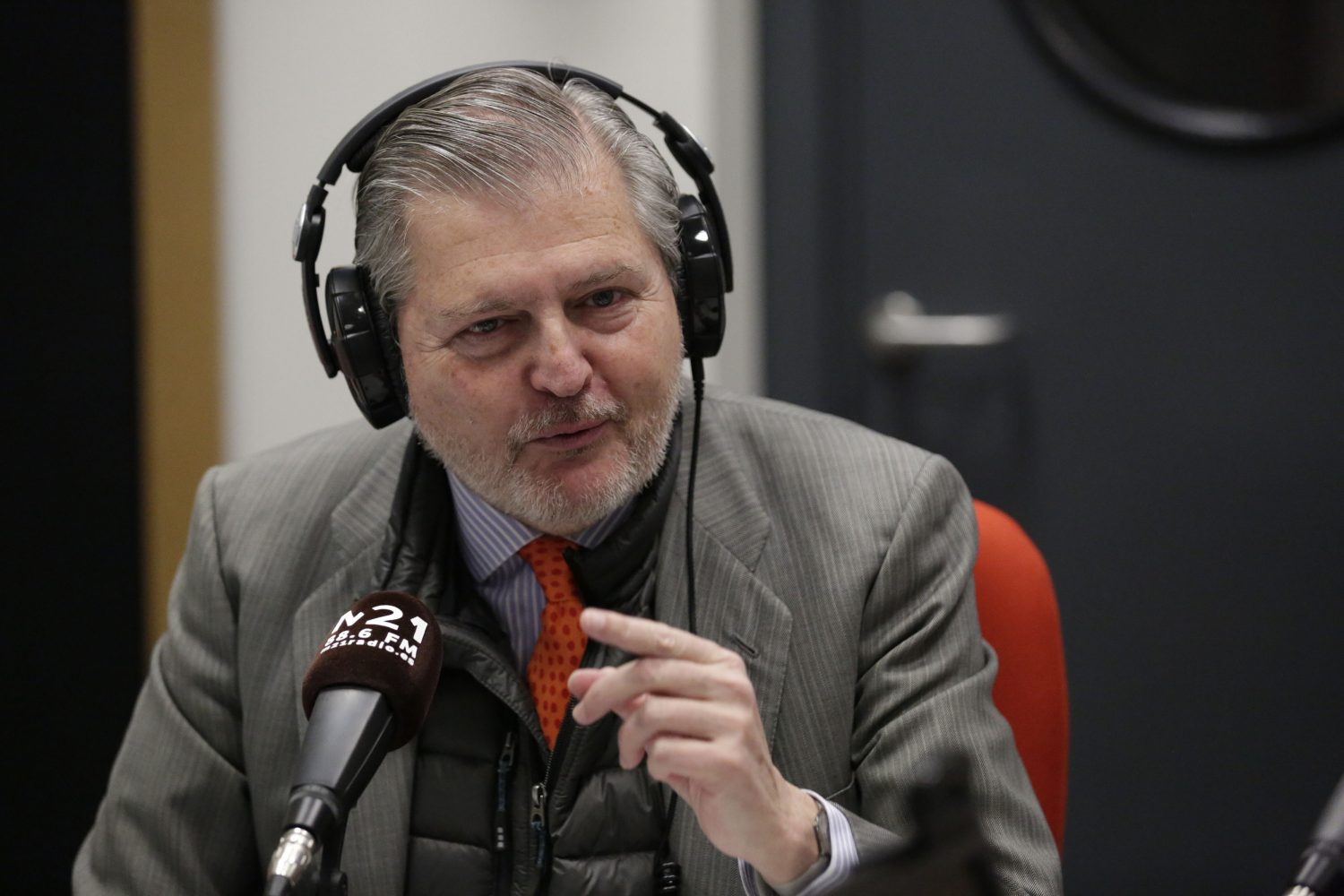
Preisträger des Jahres 2014: Íñigo Méndez de Vigo y Montojo (2017)
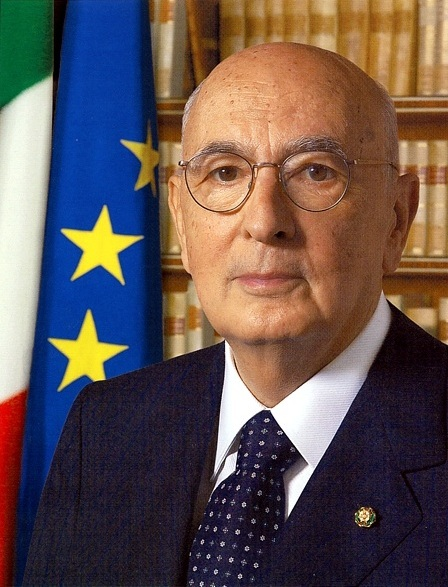
Preisträger des Jahres 2016: Giorgio Napolitano (2006)
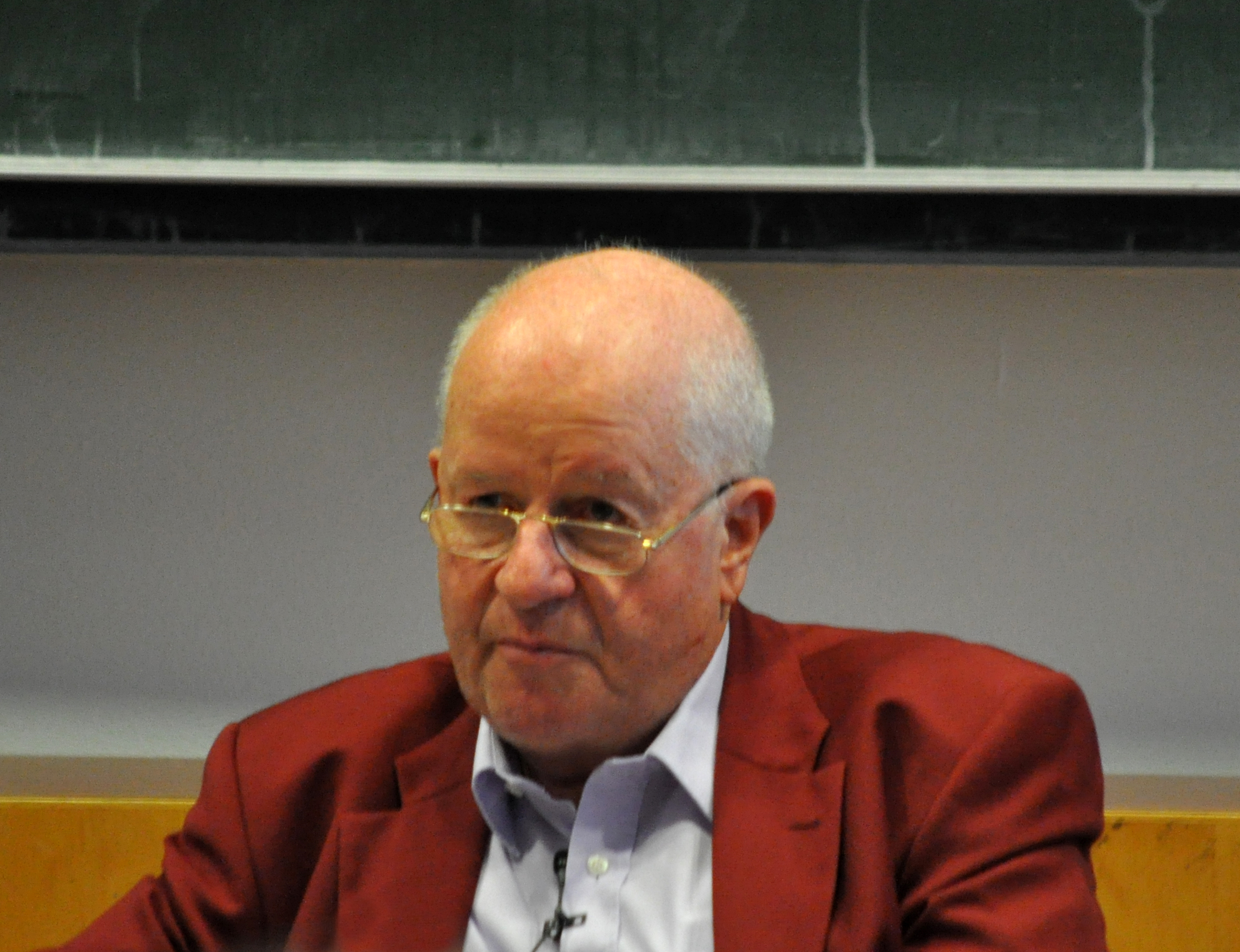
Preisträger des Jahres 2018: Wolfgang Reinhard (2012)

Der Dimitris Tsatsos-Preis wird „für herausragende Leistungen auf dem Gebiet der Europäischen Verfassungswissenschaften“ verliehen. Er wurde zur Erinnerung an den 2010 verstorbenen griechischen Verfassungs- und Europarechtler Dimitris Tsatsos gestiftet.
Der Preis wird gemeinschaftlich vom Centre for European Constitutional Law (CECL, Themistokles und Dimitris Tsatsos-Stiftung) in Athen und dem Dimitris-Tsatsos-Institut für Europäische Verfassungswissenschaften (DTIEV) der Fernuniversität in Hagen verliehen.
Mit dem nicht dotierten Dimitris Tsatsos-Preis ehren die beiden Institute Persönlichkeiten, die sich – wie auch der Namensgeber des Preises – durch ihr wissenschaftliches oder politisch-praktisches Wirken in hervorragender Weise um die Einigung eines demokratischen Europa verdient gemacht haben. Es wird das Gesamtwerk einer Wissenschaftlerin oder eines Wissenschaftlers in einer oder mehreren Disziplinen gewürdigt, die sich mit der Verfassungsentwicklung auf nationaler und europäischer Ebene befassen. Der Preis kann in besonderen Fällen auch den konzeptionellen und praktischen Einsatz für die Einigung und Konstitutionalisierung Europas auf demokratischer Grundlage ehren.
Der Preis wird in der Regel alle zwei Jahre im Wechsel in Hagen und in Athen verliehen.

## Preisträger
- 2012: Vassilios Skouris, griechischer Präsident des Europäischen Gerichtshofes[1]
- 2014: Íñigo Méndez de Vigo y Montojo, spanischer Bildungsminister[2]
- 2016: Giorgio Napolitano, italienischer Staatspräsident[3]
- 2018: Wolfgang Reinhard, deutscher Historiker[4]
- 2025: Renata Uitz, ungarische Juristin